# Agrostis spuria
Agrostis spuria é uma espécie de gramínea do gênero Agrostis, pertencente à família Poaceae.